# Église Notre-Dame-du-Mont-Carmel de Fgura
Pour les articles homonymes, voir Notre-Dame-du-Mont-Carmel (homonymie).
L'église paroissiale Notre-Dame-du-Mont-Carmel est une église catholique située à Fgura, à Malte.

## Historique
En 1798, une petite église fut construite à un endroit où, auparavant, un petit sanctuaire consacré à la Vierge Marie existait plus d'un siècle. L'église fut reconstruite en 1844 mais fut démolie par le gouvernement pour élargir la route de Paola à Zabbar. En 1950, les Carmélites construsirent une petite église non loin de l’endroit où se trouvait l’ancienne. Elle devint une église paroissiale en 1965 et les frères, en raison de la croissance rapide de la population de la paroisse, décidèrent de construire une église plus grande. Cette dernière, conçu par l'architecture et ingénieur Godfrey Azzopardi, fut construite et bénie en 1988 et consacrée en 1990, tandis que le presbytère fut conçu en 1987 par Edward Micallef.

## Architecture
Le matériau principal supportant le bâtiment est le béton armé. La configuration de l'extérieur est de type pyramidale, avec une ouverture triangulaire sur quatre côtés, ce qui donne l'impression d'un bâtiment flottant destiné à ressembler à une tente. La façade principale est caractérisée par une statue de Jésus crucifié conçu à l'origine pour être disposé à l'intérieur. Le presbytère constitue l'élément principal de l'intérieur, à côté d'autres ornements ecclésiastiques.